# Marondera
Marondera – miasto w Zimbabwe. Jest to największe miasto i stolica prowincji Mashonaland Wschodni. Według danych z 2006 posiada ono 60 tys. mieszkańców. Rozwinięte są tutaj przemysł spożywczy oraz włókienniczy.
Od lutego 1943 r. do końca 1946 r. w ówczesnym Marondellas istniało osiedle polskich przesiedleńców, które w 1944 r. liczyło 600 osób. Działało tu polskie harcerstwo, szkoła, biblioteka, była sala widowiskowa ze sceną, warsztaty i pola uprawne. Drugie większe osiedle było w odległym o 120 km Rusape.